# Little Manhattan
Little Manhattan (Pequeño Manhattan en España y ABC del amor en Hispanoamérica) es una película del género de comedia romántica, estrenada en 2005, dirigida y escrita por Mark Levin y su esposa Jennifer Flackett, y protagonizada por Josh Hutcherson, Charlie Ray, Bradley Whitford y Cynthia Nixon. 
La película fue filmada en el área del Upper West Side de Manhattan, en la ciudad de Nueva York.

## Historia
Gabe (Josh Hutcherson), un niño de diez años, decide comenzar a tomar clases de karate. Toma ese curso porque tiene miedo de que un chico de su escuela le golpee. Allí se encuentra con Rosemary Telesco (Charlie Ray), una niña que ha conocido desde la guardería. Sin embargo, después de haber sido nombrado pareja de karate de Rosemary, todo cambia para él ya que comienzan a pasar tiempo juntos y él se enamora completamente de ella. Ella vive con sus padres, de clase alta, al borde del Central Park. Gabe vive con sus padres, a punto de divorciarse, hasta que el trámite del divorcio quede completamente finalizado.
Cuando su relación progresa, Gabe comienza a cuestionar lo que está pasándole y la razón por la que se enamora de Rosemary. Cuando las cosas parecen ir perfecto, el mundo de Gabe de repente se derrumba. Él descubre que Rosemary estará viajando a un campamento dentro de unos días y no regresa hasta el final del verano. Y que ha llegado un nuevo chico a la clase de karate llamado Tim Staples a quien Gabe asocia con Ashton Kutcher; este chico "le ha robado" a su amor.
Luego de esto Rosemary invita a Gabe a un concierto al cual irían ella y su familia. Gabe acepta y en este concierto toma la mano de Rosemary. Luego de un rato ella le suelta la mano, pero al poco tiempo Rosemary la vuelve a tomar.
Al salir del concierto los padres se van y dejan a Rosemary y a Gabe solos. En este momento Gabe besa a Rosemary . La cual responde con un "Tengo que irme" dejando a Gabe solo. Gabe al llegar a su casa se queda en la cama pensando si lo hizo bien
Luego en la próxima clase de karate Gabe se queda analizando si Rosemary gusta de él o no . Él se propone para hacer el examen para poder transformarse en un cinturón amarillo , para así poder estar con Rosemary. Pero se termina rompiendo la mano hasta desmayarse.
Al pasar el tiempo, Gabe intenta acercarse a Rosemary. Pero termina frustrándose y eso hace que se distancien. Al chocarse con lo que realmente es el amor, recibe asesoramiento de su padre cuyo matrimonio ha fracasado a causa de las cosas que no se dijeron. Consciente de que ella estará fuera por mucho tiempo, Gabe va en busca de Rosemary para declararle su amor. Él llega al matrimonio de la tía de Rosemary, ella se le acerca y él aprovecha para declararle su amor. Ella le dice que no es lo suficientemente madura como para estar lista para el amor, pero que está realmente feliz de que viniera. Ella lo invita a bailar y Gabe acepta. A medida que el baile avanza Gabe se da cuenta de que son personas diferentes que van a tomar distintas direcciones. 
Cuando vuelve a su casa, encuentra a sus padres riendo sobre experiencias de su luna de miel. Sorprendido al mismo tiempo, cuando su padre le dice que ha "sacado algunas cosas viejas del sótano". Ellos salen a comer juntos como una típica familia feliz.

## Reparto
- Josh Hutcherson como Gabe.
- Charlie Ray  como Rosemary Telesco.
- Bradley Whitford como  Adam (padre)
- Cynthia Nixon como  Leslie (madre de Gabe).
- Tonye Patano como  Birdie (nana de Rosemary).
- John Dossett como  Mickey Telesco (padre de Rosemary).
- Talia Balsam como  Jackie Telesco (madre de Rosemary).

## Fecha de estreno
- Brasil: 26 de septiembre de 2005 (Río de Janeiro International Film Festival)
- Estados Unidos: 30 de septiembre de 2005 (ciudad de Nueva York, Nueva York)
- Brasil: 21 de octubre de 2005 (São Paulo International Film Festival)
- Puerto Rico: 5 de enero de 2006
- México: 6 de enero de 2006 (limitado)
- Filipinas: 18 de enero de 2006 (Manila)
- Brasil: 24 de febrero de 2006
- Australia: 23 de marzo de 2006
- España: 21 de abril de 2006
- Polonia: 1 de junio de 2006
- Argentina: 5 de julio de 2006 (estreno en video)
- Reino Unido: 7 de julio de 2006
- Italia: 15 de julio de 2006 (Festival de Cine de Giffoni)
- Italia: 28 de julio de 2006
- Francia: 2 de agosto de 2006
- Islandia:: 16 de agosto de 2006 (estreno en DVD)
- Hungría: 29 de agosto de 2006 (estreno en DVD)
- Finlandia: 6 de octubre de 2006 (estreno en DVD)
- Alemania: 20 de octubre de 2006 (estreno en DVD)

## Curiosidades
- La película se editó utilizando el programa de edición Final Cut Pro.[1]
- La actriz Charlie Ray creció tan rápido durante la filmación que en varias escenas Josh Hutcherson tuvo que permanecer encima de una caja para mantener la misma altura.
- Esta es la primera película de la actriz Charlie Ray. Nunca había hecho una audición para una película anteriormente.
- En el apartamento de Telesco hay un cuadro real de Charlie Ray en la pared.